# Godojos
Godojos (aragónul Godollo) település Spanyolországban,  Zaragoza tartományban. Godojos Alhama de Aragón, Carenas és Bubierca községekkel határos. Lakosainak száma 54 fő (2024).

## Népesség
A település népessége az utóbbi években az alábbiak szerint változott:
| Lakosok száma | 70   | 60   | 55   | 52   | 43   | 36   | 52   | 54   | 49   | 54   |
|               | 2001 | 2004 | 2007 | 2009 | 2012 | 2014 | 2017 | 2019 | 2022 | 2024 |